# 環斑短額鮃
環斑短額鮃為輻鰭魚綱鰈形目鰈亞目鮃科的其中一種，為熱帶海水魚，分布於西太平洋帝汶海海域，棲息深度32-36公尺，棲息在底層水域，生活習性不明。

## 扩展阅读
維基物種上的相關：環斑短額鮃